# 124368 Nickphoenix
124368 Nickphoenix este o planetă minoră (asteroid) din centura de asteroizi. A fost descoperită pe 24 august 2001 la Goodricke-Pigott Observatory⁠(d) de Roy A. Tucker⁠(d) și a fost numită după Nick Phoenix⁠(d). 
Obiectul prezintă o orbită caracterizată de o semiaxă mare de 2,3123169131282 UAi, o excentricitate de 0,18735612089892, o înclinație de 5,5015382037012 ° în raport cu ecliptica.